# 聖喬治教堂 (索菲亞)

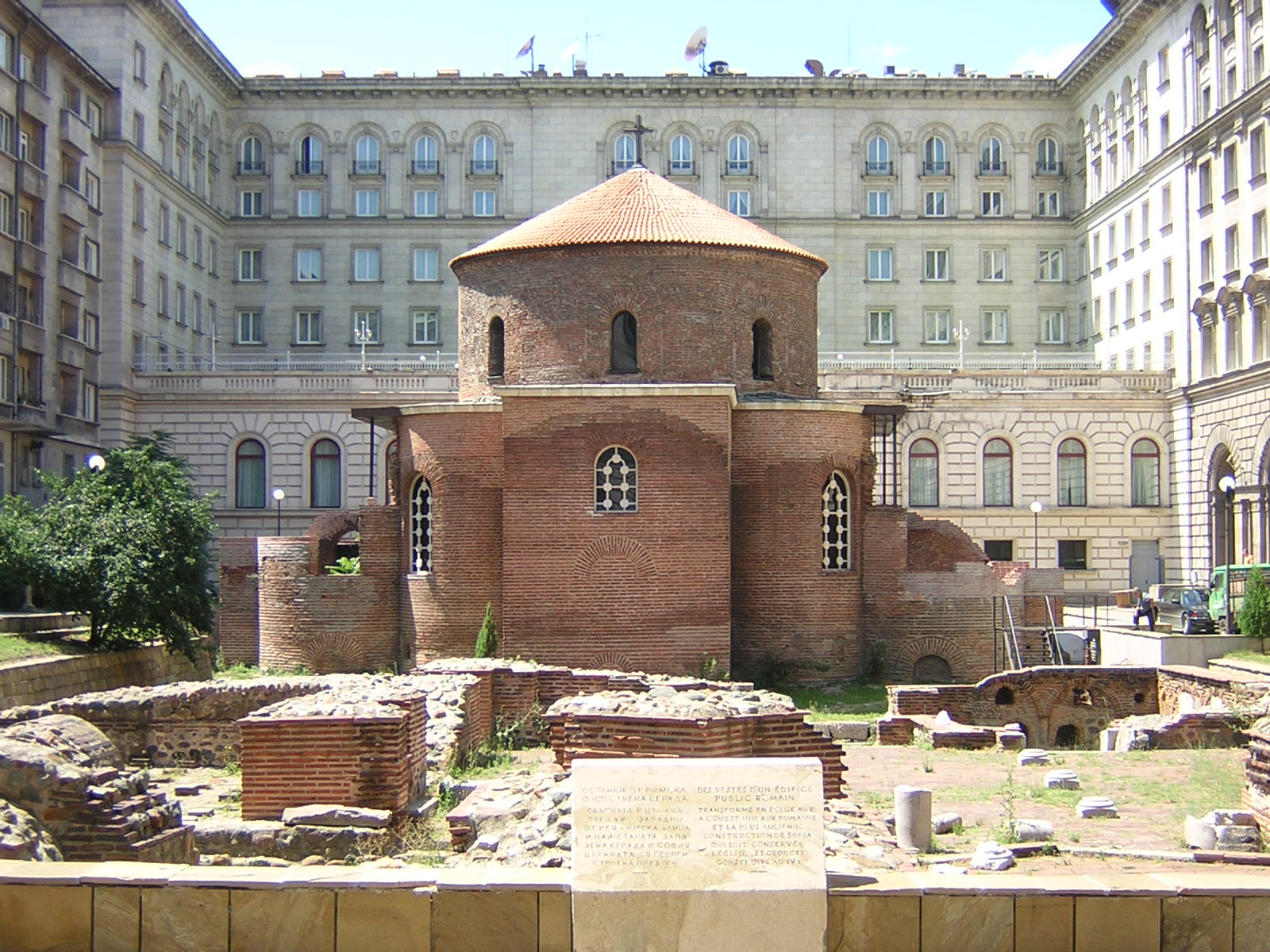
聖喬治教堂

42°41′48.75″N 23°19′22.35″E / 42.6968750°N 23.3228750°E
聖喬治教堂是位於保加利亞首都索菲亞的一個教堂，也是索菲亞歷史最悠久的建築。聖喬治教堂修建於4世紀羅馬帝國統治時期。

## 外部連結
- （保加利亚文） Gallery with pictures of the church and the ruins （页面存档备份，存于）
- （保加利亚文） Gallery with pictures of the frescoes of the church （页面存档备份，存于）
- Богдан Филов, Софийската църква „Св. Георги“, София 1933 (преиздадена 2005).